# Zwolsche Boys in het seizoen 1955/56
Het seizoen 1955/1956 was het 39e jaar in het bestaan van de Zwolse voetbalclub Zwolsche Boys. De club kwam uit in de Eerste klasse B en eindigde daarin op de 14e plaats.

## Wedstrijdstatistieken

### Eerste klasse B
| 1e speelronde                                                                | LONGA                                                                  | 1 – 1 (0 – 1) | Zwolsche Boys                                                                                                  |
| 11 september 1955 Plaats: Tilburg Aan de spoorbrug Toeschouwers: 1.500       | Villevoye 54'                                                          |               | 32' Theo Heidenrijk                                                                                            |
| 2e speelronde                                                                | Zwolsche Boys                                                          | 1 – 0 (0 – 0) | 't Gooi |
| 18 september 1955 Plaats: Zwolle De Vrolijkheid Toeschouwers: 3.500          | Theo Heidenrijk 75'                                                    |               | |
| 3e speelronde                                                                | Hermes DVS                                                             | 2 – 0 (1 – 0) | Zwolsche Boys                                                                                                  |
| 25 september 1955 Plaats: Schiedam Damlaan                                   | Frans van der Burg 24' Cock van der Tuijn 82'                          |               | |
| 4e speelronde                                                                | Zwolsche Boys                                                          | 0 – 0         | Haarlem |
| 2 oktober 1955 Plaats: Zwolle De Vrolijkheid Toeschouwers: 4.000             |                                                                        |               | |
| 5e speelronde                                                                | Leeuwarden                                                             | 2 – 2 (0 – 2) | Zwolsche Boys                                                                                                  |
| 9 oktober 1955 Plaats: Leeuwarden Gemeentelijk Sportpark Toeschouwers: 6.000 | Johannes Bakker 63' Arp Hiemstra 84' (pen.)                            |               | 8', 37' Gerrit Tardy                                                                                           |
| 6e speelronde                                                                | Zwolsche Boys                                                          | 1 – 1 (1 – 1) | Be Quick |
| 23 oktober 1955 Plaats: Zwolle De Vrolijkheid Toeschouwers: 2.500            | Gerrit Tardy 6'                                                        |               | 17' Jenne Smit                                                                                                 |
| 7e speelronde                                                                | Wageningen                                                             | 6 – 1 (1 – 1) | Zwolsche Boys                                                                                                  |
| 13 november 1955 Plaats: Wageningen Wageningse Berg Toeschouwers: 4.000      | W. Verhaaf 35', 48', 66' Charley van der Weerd –', –' Jean Kroesbergen |               | 33' Theo Heidenrijk                                                                                            |
| 8e speelronde                                                                | Zwolsche Boys                                                          | 0 – 0         | Rheden |
| 20 november 1955 Plaats: Zwolle De Vrolijkheid Toeschouwers: 2.000           |                                                                        |               | |
| 9e speelronde                                                                | Baronie                                                                | 3 – 1 (1 – 0) | Zwolsche Boys                                                                                                  |
| 27 november 1955 Plaats: Breda Fatimastraat Toeschouwers: 2.000              | Piet van Raak (pen) 4' Piet Kas 60', 88'                               |               | 80' Roelof Hofman                                                                                              |
| 10e speelronde                                                               | Zwolsche Boys                                                          | 1 – 2 (1 – 1) | Blauw-Wit |
| 4 december 1955 Plaats: Zwolle De Vrolijkheid Toeschouwers: 2.500            | Gerrit Dijkslag 9'                                                     |               | 2', 62' Aad van der Zant                                                                                       |
| 11e speelronde                                                               | ONA                                                                    | 1 – 3 (0 – 0) | Zwolsche Boys                                                                                                  |
| 11 december 1955 Plaats: Gouda Walvisstraat Toeschouwers: 5.500              | Adrie van den Berg 62'                                                 |               | 67' Henk de Kleine 77' Theo Heidenrijk 90' (pen.) Anne van de Berg                                             |
| 12e speelronde                                                               | Zwolsche Boys                                                          | 2 – 0 (0 – 0) | Heracles |
| 18 december 1955 Plaats: Zwolle De Vrolijkheid Toeschouwers: 2.000           | Theo Heidenrijk 75' Roelof Hofman 88'                                  |               | |
| 13e speelronde                                                               | Zwolsche Boys                                                          | 0 – 3 (0 – 1) | LONGA |
| 15 januari 1956 Plaats: Zwolle De Vrolijkheid Toeschouwers: 1.500            |                                                                        |               | 24' Ben Klerks 62' Villevoye 76' Wim van Diessen                                                               |
| 14e speelronde                                                               | 't Gooi                                                                | 2 – 2 (1 – 1) | Zwolsche Boys                                                                                                  |
| 22 januari 1956 Plaats: Hilversum Gemeentelijk Sportpark Toeschouwers: 5.000 | Ab Hooyer 32' Charles Laven 80'                                        |               | 12' Eef ter Bruggen 61' Theo Heidenrijk                                                                        |
| 15e speelronde                                                               | Zwolsche Boys                                                          | 1 – 6 (0 – 2) | Hermes DVS |
| 29 januari 1956 Plaats: Zwolle De Vrolijkheid Toeschouwers: 2.000            | Roelof Hofman 79'                                                      |               | 20', 52' Janse 38' Frans van der Burg 47' (pen.) Aad van Diest 68' Frans Mijnsbergen 86' (e.d.) Harry Pennings |
| 16e speelronde                                                               | Haarlem                                                                | 1 – 0 (0 – 0) | Zwolsche Boys                                                                                                  |
| 4 maart 1956 Plaats: Haarlem Jan Gijzenkade Toeschouwers: 6.000              | Cees de Voogd 85'                                                      |               | |
| 17e speelronde                                                               | Zwolsche Boys                                                          | 0 – 0         | Leeuwarden |
| 18 maart 1956 Plaats: Zwolle De Vrolijkheid Toeschouwers: 2.500              |                                                                        |               | |
| 18e speelronde                                                               | Be Quick                                                               | 4 – 1 (3 – 0) | Zwolsche Boys                                                                                                  |
| 25 maart 1956 Plaats: Groningen Esserberg Toeschouwers: 3.000                | Joep Brandes 30' Jan Fabels Ids Kwast Jenne Smit                       |               | 55' Roelof Hofman                                                                                              |
| 19e speelronde                                                               | Helmond                                                                | 3 – 0 (1 – 0) | Zwolsche Boys                                                                                                  |
| 2 april 1956 Plaats: Helmond Houtsdonk Toeschouwers: 2.000                   | Theo Spierings 16' Johannes van de Meulenhof 78' Frans Overzier 88'    |               | |
| 20e speelronde                                                               | Zwolsche Boys                                                          | 2 – 2 (0 – 0) | Wageningen |
| 15 april 1956 Plaats: Zwolle De Vrolijkheid Toeschouwers: 2.000              | Herman Schrijver 60' Bé Keizer 72'                                     |               | 47', 85' Charley van der Weerd                                                                                 |
| 21e speelronde                                                               | Rheden                                                                 | 5 – 0 (3 – 0) | Zwolsche Boys                                                                                                  |
| 22 april 1956 Plaats: Rheden Thomassen-terrein Toeschouwers: 3.500           | Ap Bosveld 31' Gerrit Liet 41', 45' Piet Wijnholts 52' Ben Zweers 89'  |               | |
| 22e speelronde                                                               | Blauw-Wit                                                              | 2 – 0 (0 – 0) | Zwolsche Boys                                                                                                  |
| 29 april 1956 Plaats: Amsterdam Olympisch Stadion Toeschouwers: 2.000        | Herman Koers 52' Aad van der Zant 89'                                  |               | |
| 23e speelronde                                                               | Zwolsche Boys                                                          | 2 – 3 (2 – 1) | ONA |
| 6 mei 1956 Plaats: Zwolle De Vrolijkheid Toeschouwers: 1.500                 | Theo Heidenrijk 9' Herman Schrijver 42'                                |               | 22', 84' Cees Ringelenstein 82' Adrie van den Berg                                                             |
| 24e speelronde                                                               | Zwolsche Boys                                                          | 2 – 0 (2 – 0) | Baronie |
| 13 mei 1956 Plaats: Zwolle De Vrolijkheid Toeschouwers: 1.500                | Gerard Grafhorst 15' Roelof Hofman 32'                                 |               | |
| 25e speelronde                                                               | Zwolsche Boys                                                          | 1 – 5 (1 – 2) | Helmond |
| 21 mei 1956 Plaats: Zwolle De Vrolijkheid Toeschouwers: 1.200                | Henk Scholten 42'                                                      |               | 6' Joseph Nicholson 21' Theo Spierings 47' Johannes van de Meulenhof 52' Frans Overzier 60' Willy van Neerven  |
| 26e speelronde                                                               | Heracles                                                               | 3 – 1 (1 – 0) | Zwolsche Boys                                                                                                  |
| 2 juni 1956 Plaats: Almelo Bornsestraat Toeschouwers: 700                    | Willy Mos 4', 65', 80'                                                 |               | 52' Herman Schrijver                                                                                           |

## Statistieken Zwolsche Boys 1955/1956

### Eindstand Zwolsche Boys in de Nederlandse Eerste klasse 1955 / 1956
| Stand | Gespeeld | Gewonnen | Gelijk | Verloren | Punten | Doelpunten voor | Doelpunten tegen |
| ----- | -------- | -------- | ------ | -------- | ------ | --------------- | ---------------- |
| 14e   | 26       | 4        | 8      | 14       | 16     | 25              | 57               |

### Topscorers
| Eerste klasse \| # \| Naam \| \| \| ------ \| ---------------- \| -- \| \| 1. \| Theo Heidenrijk \| 7 \| \| 2. \| Roelof Hofman \| 5 \| \| 3. \| Herman Schrijver \| 3 \| \| 3. \| Gerrit Tardy \| 3 \| \| 5. \| Anne van de Berg \| 1 \| \| 5. \| Eef ter Bruggen \| 1 \| \| 5. \| Gerrit Dijkslag \| 1 \| \| 5. \| Gerard Grafhorst \| 1 \| \| 5. \| Bé Keizer \| 1 \| \| 5. \| Henk de Kleine \| 1 \| \| 5. \| Henk Scholten \| 1 \| \| Totaal \| Totaal \| 25 \| |                  |      |
| # | Naam             | Goal |
| 1. | Theo Heidenrijk  | 7    |
| 2. | Roelof Hofman    | 5    |
| 3. | Herman Schrijver | 3    |
| 3. | Gerrit Tardy     | 3    |
| 5. | Anne van de Berg | 1    |
| 5. | Eef ter Bruggen  | 1    |
| 5. | Gerrit Dijkslag  | 1    |
| 5. | Gerard Grafhorst | 1    |
| 5. | Bé Keizer        | 1    |
| 5. | Henk de Kleine   | 1    |
| 5. | Henk Scholten    | 1    |
| Totaal | Totaal           | 25   |

### Punten per tegenstander
|       | Baronie | Be Quick | Blauw-Wit | 't Gooi | HFC Haarlem | Helmond | Heracles | Hermes DVS | Leeuwarden | LONGA | ONA | Rheden | Wageningen |
| ----- | ------- | -------- | --------- | ------- | ----------- | ------- | -------- | ---------- | ---------- | ----- | --- | ------ | ---------- |
| Thuis | 2       | 1        | 0         | 2       | 1           | 0       | 2        | 0          | 1          | 0     | 0   | 1      | 1          |
| Uit   | 0       | 0        | 0         | 1       | 0           | 0       | 0        | 0          | 1          | 1     | 2   | 0      | 0          |

### Doelpunten per tegenstander
|       | Baronie | Be Quick | Blauw-Wit | 't Gooi | HFC Haarlem | Helmond | Heracles | Hermes DVS | Leeuwarden | LONGA | ONA | Rheden | Wageningen | Totaal |
| ----- | ------- | -------- | --------- | ------- | ----------- | ------- | -------- | ---------- | ---------- | ----- | --- | ------ | ---------- | ------ |
| Thuis | 2       | 1        | 1         | 1       | 0           | 1       | 2        | 1          | 0          | 0     | 2   | 0      | 2          | 13     |
| Uit   | 1       | 1        | 0         | 2       | 0           | 0       | 1        | 0          | 2          | 1     | 3   | 0      | 1          | 12     |
|       |         |          |           |         |             |         |          |            |            |       |     |        |            | 25     |